# Jerzy II (prawosławny patriarcha Antiochii)
Jerzy II – chalcedoński patriarcha Antiochii w latach 690–695.